# Максим Тујковић
Максим Тујковић (1670. — 1740.) је био српски православни црноризац, иконописац и живописац из Грбља.
Потиче из познатог грбаљског братства Тујковића. Једно вријеме је боравио у Цетињском манастиру. Приписује му се више рукописа, а три су писана за потребе Цетињског манастира: Требник, Молитвеник и Зборник за путнике. У његовом молитвенику су и неки текстови свјетовног садржаја. Првих 20 листова садрже мјесецослов (календар) од септембра до августа. У то вријеме православнима година почиње са 1. септембром, по јулијанском календару. У Мјесецослову упоредо користи старе српске називе мјесеци, а такође и латинске. За мјесец септембар пише још и рујан и сл. У календару помиње више Срба светаца: Свету Петку, Светог Илариона, Арсенија Српског, Св. Саву Српског, Св. Симеона Мироточивог, Пријенош моштију Св. великомученика Лазара у Раваницу, Св. Јована деспота крушедолског, Св. царицу Теофанију, Пренос моштију Св. Петке у Трново. Рукопис је писан 1716. и чува се у Музеју и Галерији у Подгорици.